# La Barre-de-Monts
La Barre-de-Monts är en kommun i departementet Vendée i regionen Pays de la Loire i västra Frankrike. Kommunen ligger i kantonen Saint-Jean-de-Monts som tillhör arrondissementet Les Sables-d'Olonne. År 2022 hade La Barre-de-Monts 2 356 invånare.

## Befolkningsutveckling
Antalet invånare i kommunen La Barre-de-Monts
| Referens: INSEE |